# هجوم فندق عملو 2014
في 18 مارس 2014 انفجرت سيارة محملة بالمتفجرات خارج فندق عملو (بالصومالية: Camalow)‏ في بولوبوردي بالصومال، والذي اتخذته قوات الاتحاد الأفريقي والقوات المسلحة الصومالية مقرا لها بعد سيطرتها على المدينة وطرد حركة الشباب قبلها بأسبوع، واستمر إطلاق النار الذي أعقب الانفجار لمدة خمس ساعات ، ووقع التفجير حوالي الساعة 02:00 بالتوقيت المحلي (23:00 بالتوقيت العالمي المنسق). وأسفر الهجوم عن مقتل ما لا يقل عن 27 شخصا.

## نظرة عامة
بعد سيطرة حركة الشباب على بلدة بولوبوردي لمدة خمس سنوات، تمكنت قوات بعثة الاتحاد الأفريقي والقوات الصومالية من طرد الحركة وتحرير البلدة قبل حوالي أسبوع من الهجوم.  وبدأ الهجوم بتفجير سيارة أمام فندق عملو، أعقبه اقتحام مقاتلي حركة الشباب، ليستهدفوا ضباطًا رفيعي المستوى أغلبهم من جيبوتي والصومال. وادعت حركة الشباب أن أكثر من ثلاثين جندياً قتلوا وجرح أكثر من ثمانين، في حين أشار مسؤولون صوماليون إلى مقتل ستة إلى اثني عشر وجرح عشرين في الهجوم.  كما أشارت تقارير إلى أن أربعة من مقاتلي حركة الشباب قتلوا في الهجوم. وارتفع عدد القتلى حسب تقاريرإلى 27.
اتضح بعد الهجوم أن الانتحاري الذي فجر نفسه هو برهان أحمد عبد الله البالغ من العمر 60 عامًا، والذي عاش في هالدن بالنرويج منذ عام 2005 رغم أنه عرف بحسن السلوك، بجانب دعمه لحزب العمال حيث شارك قبلها، في لقاء مع رئيس الوزراء ينس ستولتنبرغ في البرلمان النرويجي. في سبتمبر 2014 خلص جهاز الأمن التابع للشرطة النرويجية (PST) إلى أن عبد الله شارك في الهجوم، ما يجعله أول مفجر انتحاري معروف له صلات بالنرويج (رغم أنه تبعه آخرون لاحقا).  وادعى عبد الله في مقابلة سابقة نشرتها حركة الشباب أنه كان عضوًا في حركة الاتحاد الإسلامي المرتبطة بتنظيم القاعدة لمدة ثلاثة عشر عامًا قبل انضمامه لحركة الشباب. 